# Ветров, Виктор Николаевич
Ви́ктор Никола́евич Ве́тров (1938, Рогачев, Гомельская область, БССР — 22 мая 2014, Минск) — белорусский государственный деятель, бывший министр архитектуры и строительства Беларуси (1997 — 1999).

## Биография
Родился в 1938 году в Рогачеве Гомельской области.
Окончил Саратовский автомобильно-дорожный институт по специальности «инженер-строитель».
По комсомольской путевке был направлен в Кузбасс. Трудовую деятельность начинал инженером разреза-строительного управления треста «Кемеровошахтстрой» в 1960 году. Позже работал начальником отдела капитального строительства треста «Кемеровоуголь», начальником строительного управления треста «Кемеровотрансстрой».
В 1967 году вернулся в Белоруссию. Почти 20 лет он работал в строительных трестов Могилева, возглавлял управление Могилевского облмежсельхозстроя.
В 1986 — 1994 годах был первым заместителем председателя правления Белсельстроя.
9 сентября 1994 года указом Президента был назначен первым заместителем министра архитектуры и строительства Республики Беларусь.
С 13 марта 1997 года — министр архитектуры и строительства.

## Награды
- «Заслуженный строитель БССР» (1985)
- Благодарность Президента Республики Беларусь